# 玛丽·瓦恩伯格
玛丽·瓦恩伯格（英語：Mary Wineberg，1980年1月3日—），美国女子田径运动员，主攻短跑。她曾代表美国参加2008年夏季奥林匹克运动会田径比赛，获得女子4×400米接力金牌。